# Eroberung der Insel Teneriffa
Die Eroberung der Insel Teneriffa durch kastilische Truppen unter der Führung von Alonso Fernández de Lugo begann mit der Landung von mindestens 150 Kavalleristen und 1500 Infanteristen in der Nähe der heutigen Stadt Santa Cruz de Tenerife am 3. Mai 1494 und endete mit der Kapitulation der Menceyes der Nord-West-Seite der Insel in der Nähe der heutigen Stadt Los Realejos im Mai 1496.

## Erste missionarische Kontakte
In der Mitte des 15. Jahrhunderts stellten die Franziskaner die ersten andauernden Kontakte zu der Insel Teneriffa her und begannen mit der Evangelisierung der Guanchen. Das Hauptproblem bei der friedlichen Missionierung waren die ständigen Angriffe von Sklavenhändlern auf die Ureinwohner. Diese Angriffe führten zu einem feindlichen Verhalten der Ungläubigen gegenüber allen Europäern. Papst Eugen IV. hatte bereits in der Bulle Regimini gregis vom 29. September 1434 die Gewalttaten christlicher Piraten gegen die Ureinwohner verdammt. Eugen IV. erklärte die Freiheit der Ureinwohner innerhalb der Gebiete, in denen eine Evangelisation stattfand und drohte für die Nichteinhaltung dieser Vorschrift die Strafe der Exkommunikation an. Das Hauptgebiet der Mission auf Teneriffa in der Mitte des 15. Jahrhunderts war die der Insel Gran Canaria zugewandte Südostseite der Insel. Von den ersten Missionaren war bekannt, dass sie mit den Guanchen zusammenlebten und in ihrer Sprache predigten.

## Frühere Versuche der Unterwerfung der Insel
Am 21. Juni 1464 ergriff Diego García de Herrera in einer Zeremonie Besitz von der Insel Teneriffa. Durch die Urkunden des Schreibers Hernando de Párraga ist das Ereignis in allen Details überliefert. Der Schauplatz der Inszenierung am 21. Juni 1464 war der Barranco El Bufadero etwas nördlich der heutigen Innenstadt von Santa Cruz de Tenerife. Alle neun Menceyes der Insel, die in der Urkunde als Könige bezeichnet werden, waren anwesend. Es wird berichtet, dass jeder dieser neun Könige Diego de Herrera seine Hochachtung erwies und ihm als seinem Herren die Hände küsste. Die rituellen Ausrufe durch Juan Negrín den Herold: „Thenerife! Thenerife! Thenerife! Für König Heinrich von Kastilien und León!“ dienten dazu, diesen feierlichen Akt zu besiegeln. Die Urkunde wurde von den Dolmetschern, dem Herold, anwesenden Bürgern der Insel Lanzarote, aber auch von Bürgern Sevillas, die an der Zeremonie teilgenommen hatten, unterschrieben. Um dem Dokument eine größere Bedeutung zu geben, wurde es von dem Bischof von Rubicón Diego López de Illescas beglaubigt und an den Hof von Kastilien geschickt. Dieser als „Acta del Bufadero“ bekannte symbolische Vorgang hatte keinerlei praktische Auswirkungen auf das Verhältnis zwischen Guanchen und Kastiliern.
Kurze Zeit nach der Acta del Bufadero schloss Diego García de Herrera mit dem Mencey von Anaga einen Vertrag ab, der es den Kastiliern erlaubte, einen Turm oder eine befestigte Anlage zu errichten. Es scheint so, dass die „Torre de Anaga“ auch „Torre de Añaza“ genannt, etwa in den Jahren 1465–1466 auf einem der Ränder des Barrancos de Santos innerhalb der heutigen Stadt Santa Cruz de Tenerife gebaut wurde. In der Folgezeit bestanden freundschaftliche Beziehungen zwischen den Kastiliern und den Guanchen. Die Torre de Anaga war Zentrum eines Handels der sich sehr langsam entwickelte. Als Symbol der theoretischen Herrschaft über die Insel war hier eine Anzahl von Soldaten stationiert. Das Verhalten dieser Soldaten gegenüber der Urbevölkerung war einer der Gründe, weshalb sich 1471 die Beziehungen zwischen den Kastiliern und den Guanchen verschlechterten. Die Torre de Anaga wurde schließlich von den Guanchen belagert und nur ein Teil der Besatzung konnte sich nach Lanzarote retten. Nach dieser Zeit bis 1477 erbrachten die Feindseligkeiten den Bruch zwischen den Kastiliern und den Guanchen, mit der Ausnahme des halbchristianisierten Menceyato Güímar.

## Übernahme der Rechte an der Eroberung durch die Krone von Kastilien
Von 1468 bis 1477 genossen die Mitglieder der Herrschaftsfamilie Herrera-Peraza als Vasallen der Krone von Kastilien das volle Recht der Eroberung und Herrschaft über die gesamte Inselgruppe ohne Einschränkungen oder Vorbehalte irgendeiner Art. Im Jahr 1477 vereinbarten Königin Isabella und König Ferdinand von Kastilien mit Diego García de Herrera und Inés Peraza eine Zahlung von fünf Millionen Maravedíes als Entschädigung für deren Verzicht auf die Eroberung und die politische Herrschaft über die Inseln Gran Canaria, La Palma und Teneriffa.

## Vereinbarungen der Krone von Kastilien mit Alonso Fernández de Lugo
Im 15. Jahrhundert wurden nahezu alle überseeischen Eroberungen der Krone von Kastilien durch Capitulaciones geregelt. Die zukünftigen Eroberer hatten meist nicht die notwendigen Mittel, um ein Eroberungsunternehmen, dessen Durchführung einen längere Zeitraum in Anspruch nahm, zu finanzieren. Sie bildeten daher mit verschiedenen Teilhabern, Händlern, Zwischenhändlern, Kreditgebern und Truppenführern eine Gesellschaft. Nachdem Alonso Fernández de Lugo in den Jahren 1492 und 1493 die Bevölkerung der Insel La Palma unterworfen hatte, einigte er sich mit der Krone von Kastilien auf die Bedingungen der Eroberung der Insel Teneriffa. Die Einzelheiten wurden in den Capitulaciones de Zaragoza festgelegt, die Königin Isabella und König Ferdinand im Dezember 1493 ausstellten. Alonso Fernández de Lugo gründete, wie schon bei der Eroberung der Insel La Palma, eine Gesellschaft mit einer Reihe von Geldgebern aus Sevilla und Militärpersonen, die durch den zu erwartenden Gewinn der Aktion entschädigt werden sollten.

## Erster Angriff auf Teneriffa durch Alonso Fernández de Lugo

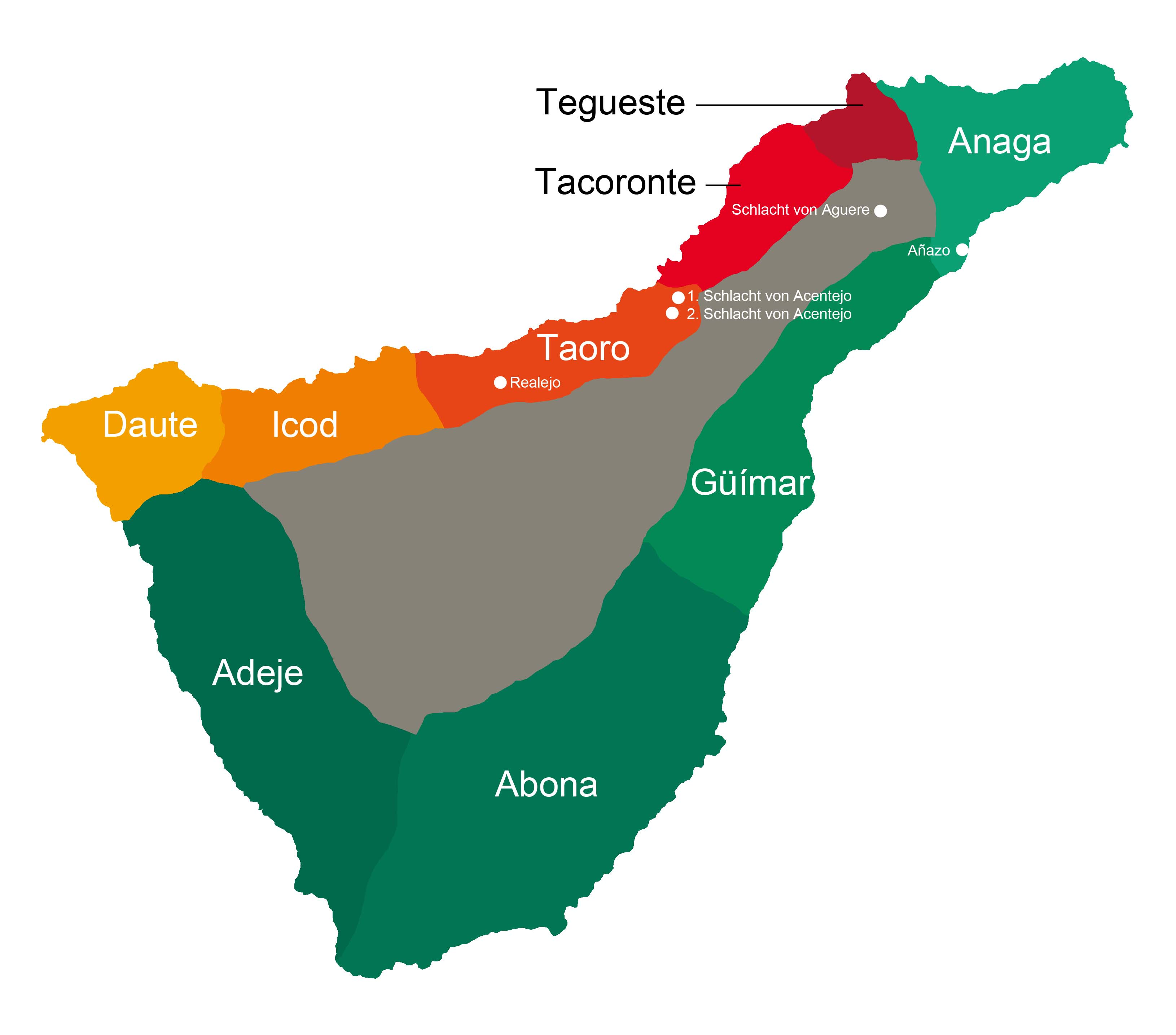
Friedliche Menceyatos (grün) kriegerische Menceyatos (rot)

Im Mai 1494 landeten 1.500 Infanteristen und 150 Reiter unter dem Befehl Alonso Fernández de Lugos am Strand von Añaza etwas südlich der heutigen Innenstadt von Santa Cruz de Tenerife. Mit den Menceyes von Anaga, Güímar, Abona und Adeje wurden Friedensverträge geschlossen. Ein Gespräch zwischen dem Mencey von Taoro Bencomo und Alonso Fernández de Lugo, führte nicht zu einer Übereinkunft. Die Menceyes von Tegueste, Tacoronte, Taoro, Icod und Daute waren nicht bereit, sich den kastilischen Königen zu unterwerfen. Daraufhin marschierten die kastilischen Truppen in Richtung des Gebietes von Taoro (Orotava-Tal).
1. Schlacht von Acentejo
Im Barranco de Acentejo, einer engen Schlucht, wurden die kastilischen Truppen von den Kämpfern der Guanchen angegriffen. Aufgrund der Enge des Barrancos waren die Kastilier nicht in der Lage, eine Kampfordnung einzunehmen und so ihre überlegene Waffentechnik zu nutzen. Die Erste Schlacht von Acentejo endete in einem „Gemetzel“ (spanisch Matanza), in der von den Angreifern nur 300 Fußsoldaten und 60 Reiter überlebten. Sie verließen Anfang Juni 1494 die Insel Teneriffa in Richtung Gran Canaria.

## Zweiter Angriff auf Teneriffa durch Alonso Fernández de Lugo
Nachdem Alonso Fernández de Lugo erneut Geldgeber gefunden hatte, rüstete er ein neues Eroberungsheer aus und landete Anfang November 1495 mit 1500 Mann und 100 Pferden wieder in Añaza. Die Truppen bestanden fast ausschließlich aus professionellen, erfahrenen Soldaten, die bei der Eroberung des Königreiches Granada mitgekämpft hatten. 38 Reiter und 722 Fußsoldaten wurden von dem Herzog von Medina Sidonia ausgerüstet und bezahlt. Eine weitere Gruppe waren kastilische Soldaten, die sich nach der Eroberung der Insel Gran Canaria auf dieser Insel niedergelassen hatten. 40 Ureinwohner der Insel Gran Canaria kämpften für die Krone von Kastilien mit ihrem früheren Fürsten Fernando Guanarteme an der Spitze.
In der Zeit zwischen der 1. Schlacht von Acentejo 1494 und der neuen Invasion 1495 war die Einwohnerzahl der Insel durch Epidemien vorher unbekannter Krankheiten stark gesunken. Die Guanchen hatten keine Abwehrkräfte gegen diese eingeschleppten Krankheiten.
Als er von der erneuten Landung der Truppen aus Kastilien erfuhr, mobilisierte Bencomo, der Mencey von Taoro, alle tauglichen Männer seines Herrschaftsbereiches und forderte die Anwesenheit der Menceyes von Tegueste, Tacoronte, Icod und Daute mit ihren Leuten. Wegen der vorhergehenden Seuchen scheint die Zahl 5000 der kampffähigen Guanchen der nördlichen Menceyatos kaum überschritten worden zu sein.
Nach der Landung erneuerte Alonso Fernández de Lugo die Verträge mit den Menceyes der Süd-Ost-Seite der Insel. Er ließ die noch bestehende Befestigungsanlage von Añaza durch Steinmauern verstärken und eine neue Anlage bei Gracia (heute zwischen La Laguna und Santa Cruz gelegen) auf dem Gebiet des feindlichen Menceyatos Tegueste errichten. Diese Anlage stellte einen Vorposten für zukünftige kriegerische Unternehmungen gegen die Menceyatos des nördlichen Teils der Insel dar. Bei der Befestigungsanlage von Gracia wurde ein zweites Lager angelegt.
Schlacht von Aguere
Am 14. November 1495 standen sich die Ureinwohner und die Invasoren auf der Ebene von Aguere, dem heutigen La Laguna, auf einem freien Gelände gegenüber. Diese Aufstellung ermöglichte den Kastiliern, ihre überlegene Kriegstechnik, Feuerwaffen, Armbrüste und Kavallerie zu nutzen. Dem hatten die Guanchen nur Holzspeere und Steine und die fünffache Zahl von Kämpfern entgegenzusetzen. Sie mussten sich nach einem mehrere Stunden dauernden Kampf geschlagen zurückziehen. In der Schlacht von Aguere wurden 45 von Lugos Männern und 1700 Guanchen getötet.
Nach der Schlacht von Aguere entschlossen sich Alonso Fernández de Lugo und seine Offiziere, weiter nach Westen in das Herrschaftsgebiet Taoro vorzudringen. Der Vormarsch wurde besonders bei der Durchquerung der Barrancos von der Kavallerie abgesichert. Am westlichen Rand des Orotavatals wurde ein Heerlager (spanisch real) errichtet, aus dem sich der Ort Los Realejos entwickelte.
2. Schlacht von Acentejo
Von dem Heerlager aus wurden einige Vorstöße durch die leichte Reiterei vorgenommen, um die Größe der verbliebenen gegnerischen Truppen und eventuelle Bewegungen zu beobachten. Im Verlauf des 24. Dezembers 1495 stellten die Kundschafter fest, dass die Mencyes von Taoro, Tacoronte, Tegueste, Icod und Daute sich mit dem größten Teil ihrer Truppen auf einen Angriff vorbereiteten. Am Weihnachtstag 1495 marschierten die kastilischen Truppen von ihrem Heerlager aus in Richtung Norden. Sie trafen nahe dem Ort der ersten Schlacht von Acentejo auf die Guanchen und es kam zu einer Schlacht. Über den Ablauf der Schlacht sind kaum glaubwürdige Berichte vorhanden. Nachdem während des größten Teils des Tages gekämpft worden war, zeigte sich, dass die Guanchen besiegt waren. Ein großer Teil der Guanchen flüchtete sich in die schwer zugänglichen Bergregionen. Einigen gelang es auch, einen Teil ihrer Ziegen mitzunehmen. Andere versuchten, sich in die südlichen Herrschaftsgebiete zu integrieren.
Am 15. Februar 1496 wurden die von Alonso Fernández de Lugo befehligten Truppen aus dem Dienst entlassen. Die Kriegsveteranen des Herzogs von Medina-Sidonia erreichten bereits in den ersten Tagen des März Andalusien. Es blieben nur die Soldaten auf der Insel, die sich hier niederlassen wollten und auf ihre Landzuweisungen warteten.
Da sich die Guanchen im höheren Teil der Insel nicht dauerhaft gegen die Razzien der Kastilier verteidigen konnten, beschlossen die verbliebenen Meceyes der Herrschaftsgebiete der Nordseite der Insel, sich formal der Krone von Kastilien zu unterwerfen. Die feierliche Zeremonie im Heerlager von Los Realejos fand vermutlich im Mai 1496 statt. Als offizielles Datum wird der 25. Juli, der Feiertag des spanischen Nationalheiligen Santiago genannt. Anschließend fuhr Alonso Fernandez de Lugo mit sieben, nach anderen Quellen mit neun Menceyes nach Almazán, um sie dort Königin Isabella und König Ferdinand vorzustellen. Dabei wurden sie vermutlich auch getauft.

## Folgen der Eroberung

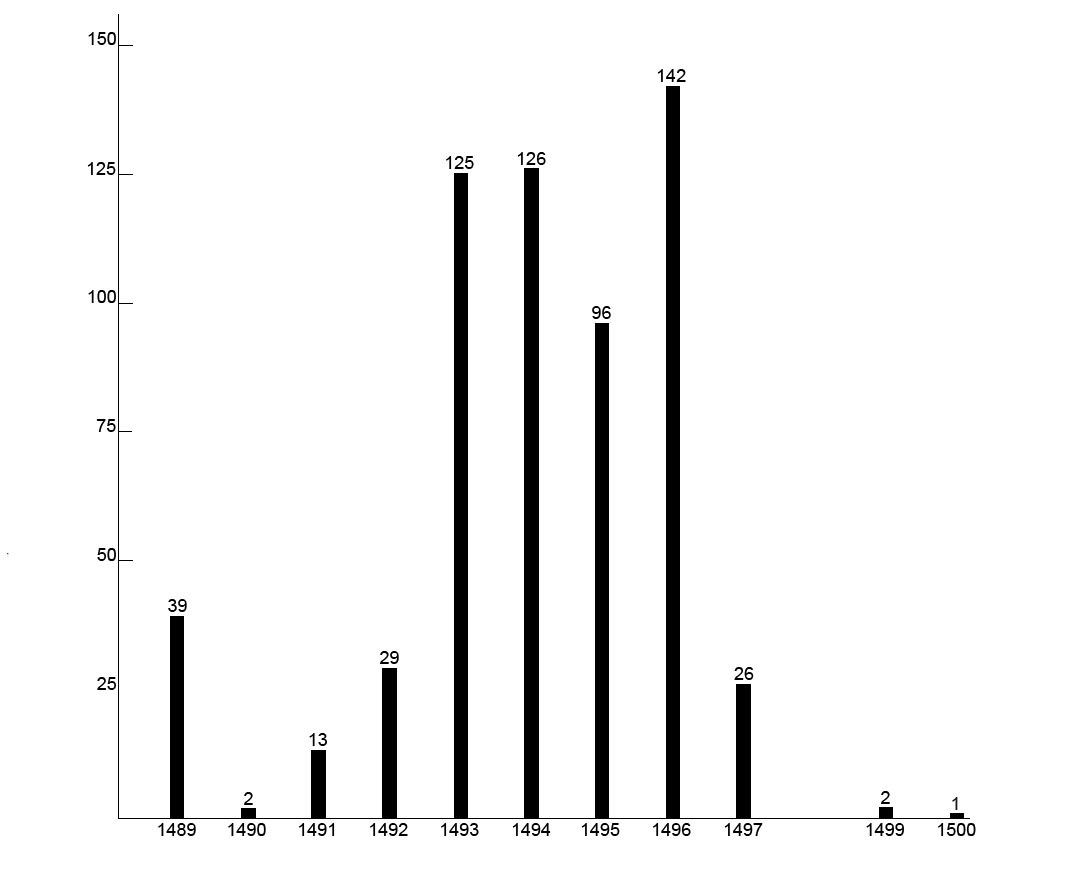
Gesamtzahl der auf den Sklavenmärkten von Valencia verkauften Ureinwohner der Kanarischen Inseln

In den Capitulaciones de Zaragoza von 1493 wurde Alonso Fernández de Lugo das Recht zuerkannt, die Guanchen der fünf feindlichen Guanchenstämme und ihr Eigentum als Beute zu nehmen. Der Nordteil der Insel war bisher kein Missionsgebiet. Daher verstieß die Versklavung der besiegten Guanchen nicht gegen die päpstlichen Vorschriften der Bulle Regimini gregis. Da die Guanchen durch ihren Widerstand eindeutig zu verstehen gegeben hatten, dass sie nicht bereit waren, sich taufen zu lassen, waren sie auch nicht als kurz vor der Bekehrung stehende Ungläubige durch die königliche Erklärung vom 20. September 1477 vor der Sklaverei geschützt. Mit den Einnahmen aus dem Verkauf der Sklaven und des Viehs wurde ein Teil der Gläubiger Alonso Fernándo de Lugos entschädigt. Später bot die Verteilung des Landes eine weitere Möglichkeit, die Conquistadores und die Geldgeber für ihre Dienste bei der Eroberung zu belohnen.
Es begann eine Jagd auf die Guanchen, von denen sich viele in den Bergen versteckten. Einige flüchteten in den Süden der Insel, um bei den Stämmen zu leben, die durch ihre Verträge mit den Kastiliern geschützt erschienen. Die genaue Zahl der versklavten Guanchen ist nicht bekannt. Die gut dokumentierten Zahlen über den Verkauf von kanarischen Sklaven in Valencia lassen Rückschlüsse auf die Gesamtzahl der versklavten Ureinwohner zu. Üblicherweise wurden die Ureinwohner der Kanarischen Inseln zuerst auf den Sklavenmärkten von Palos oder anderen andalusischen Hafenstädten (Sanlúcar de Barrameda, Puerto de Santa María, Cádiz, Sevilla) „Großhändlern“ angeboten, die dann den Weiterverkauf in Kastilien oder in Häfen des Mittelmeers organisierten. Aus der in den Jahren 1493 bis 1496 in Valencia im „Kleinhandel“ angebotenen Anzahl von fast 500 Personen kann man schließen, dass in dieser Zeit von den Inseln La Palma und Teneriffa mehrere Tausend Ureinwohner in Europa als Sklaven verkauft wurden.
Durch Anzeigen bei den königlichen Gerichten ist bekannt, dass die Zahl der Gefangenen aus den Herrschaftsgebieten der mit Kastilien vertraglich verbundenen und daher eigentlich geschützten Menceyes Tausend überschritten. Von ihnen lebten 1498 noch etwa dreihundert in Teneriffa. Eine weitere bedeutende Gruppe von eigentlich freien Guanchen brachte Juan Alfonso de Guzmán, der Herzog von Medina Sidonia in seinen Besitzungen in Sanlúcar de Barrameda unter. Sie waren der Preis für die Zusammenarbeit bei der Eroberung der Insel.